# Proporcionalidad creciente
La proporcionalidad creciente es un tipo de proporcionalidad  en la cual cuando se grafican datos de ésta plasmados en una gráfica lineal o en un plano cartesiano, la recta formada es una línea creciente, es decir: aumenta de forma proporcional y de manera constante debido a que hay un aumento del mismo modo, entre sus datos (constante de proporcionalidad).
Así mismo, este tipo de proporcionalidad puede ser generada por el uso de una ecuación cuadrática.

Modo de graficación (ejemplo) :
Por ejemplo: Tenemos datos a cerca de tiempo en que tarda en recorrer una gota de licuado de petróleo, por la tubería de una refinería, en distintas dimensiones (cuadráticas) :
Donde x es la cantidad de gotas que caerán y y la medida de tubería en la que caerán las gotas respectivamente, expresándola en un plano cartesiano de la siguiente forma: 
```
                        
x
```

sería:
Si esta información se graficara con una pendiente o una recta dentro del plano cartesiano, la recta sería una creciente; y los datos si obedecieran siempre al exponente dado que está en la expresión algebraica correspondiente, serían constantes las veces que sean necesarias y de la misma manera, la recta en la gráfica se acrecentaría proporcional y constantemente.
Monotonía de la creciente
Cabe mencionar que la creciente, aumenta del mismo modo y al mismo ritmo del exponente máximo de la expresión cuadrática (2).